# Midnight Sun
67°25′ пн. ш. 026°35′ сх. д. / 67.417° пн. ш. 26.583° сх. д.

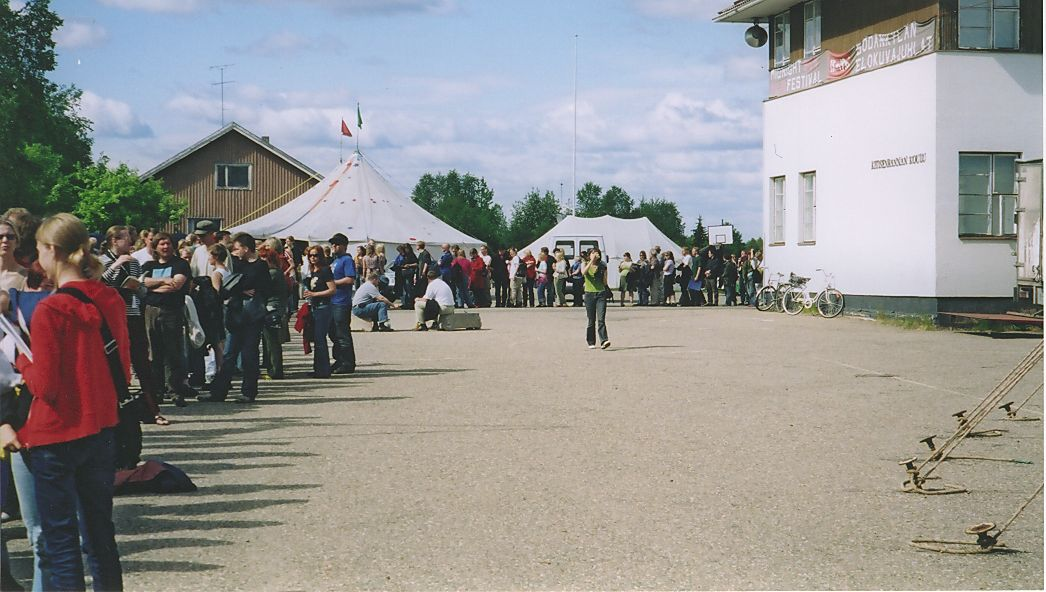
Черга на перегляд фільму Розетта 2005 року

Midnight Sun (фін. Sodankylän elokuvajuhlat) — щорічний п'ятиденний фестиваль у Соданкюлі (Фінляндія). Зазвичай фестиваль відбувається другого або третього тижня червня. Однією з особливостей фестивалю є безперервний показ фільмів — вдень і вночі, поки світить сонце (в цей час у північних широтах тривають білі ночі).
Midnight Sun не визначає переможців. Програма складається переважно з фільмів, які привозять гості фестивалю, 20-30 сучасних фільмів з різних куточків світу (зокрема й із Фінляндії), а також класичні фільми, які експерти кінотеорій часто представляють як «майстер-класи». Зазвичай на фестиваль запрошують 4-5 молодих режисерів. Останнім часом щорічна аудиторія фестивалю становила між 15 та 25 тис. осіб.
Вперше фестиваль провели 1986 року, а його першими гостями стали Семуель Фуллер, Джонатан Деммі, Бертран Таверньє та Жан-П'єр Ґорін. Згодом його відвідували такі відомі режисери як Джим Джармуш, Кшиштоф Кесьловський, Роджер Корман, Террі Ґілліам, Френсіс Форд Коппола, Аббас Кіаростамі та Мілош Форман.